# Ricardo Palma
Œuvres principales
- Tradiciones Peruanas
- Anales de la Inquisición en Lima
- Neologismos y americanismos

Manuel Ricardo Palma Soriano est un écrivain, académicien, bibliothécaire et homme politique péruvien. Né à Lima le 7 février 1833 et mort dans la même ville le 6 octobre 1919, il est très connu pour son ouvrage capital Tradiciones Peruanas.

## Biographie
Ricardo Palama est né le 7 février 1833 à Lima au sein d'une famille modeste d'artisans. Il était le fils de Pedro Palama Castañeda et Guillermina Soriano Carrillo, une métisse africaine de Cañete. Très tôt, le jeune Palma se lie à la bohème littéraire liménienne et commence à écrire ses premiers poèmes et drames dans le goût romantique avant même d'atteindre l'âge de vingt ans. Palma finit ses études primaires dans une école jésuite, et fréquente plus tard l'université nationale de San Marcos.
Vers 1853, Palma devient un officier du Corps politique de la Marine péruvienne, où il fait des services à bord de la goélette Libertad, du brigantin Almirante Guisse, du navire Rímac et du bateau à vapeur Loa. En 1860, il participe à une conspiration contre le régime autoritaire du président Ramón Castilla. Le coup d'État ayant échoué, il est obligé de s’exiler au Chili jusqu'en 1863, date à laquelle il rentre au Pérou après être amnistié. Par la suite, il commence à s'impliquer de plus en plus dans les affaires politiques et les services publics. En 1864, il est nommé Consul du Pérou dans la région de Pará au Brésil, mais il abandonne ce poste au profit d'un court séjour en Europe.
En 1865, Palma revient au Pérou pour participer comme assistant de José Gálvez lors de la bataille de Callao, qui opposa la nation péruvienne aux ambitions coloniales espagnoles. L'année suivante, il intervient dans le soulèvement du colonel José Balta, qui accéda au pouvoir en 1868. C'est lors du mandat de Balta que Palma est élu sénateur de la province de Loreto ainsi que secrétaire spécial.
Après l'assassinat de Balta en 1872, Palma s'éloigne définitivement de la politique et s'investit entièrement dans le domaine littéraire. C'est à cette époque que son plus grand ouvrage Tradiciones Peruanas fait sa première apparition.
Lorsque la guerre du Pacifique éclata en 1879, Palma était déjà un homme de lettres célèbre du continent américain et coopéra avec les principales publications littéraires d'Amérique du Sud. Placé sous les ordres du colonel Ramón Ribeyro au 2e bastion, Palma participe à la défense de Lima lors de la bataille de Miraflores. Les habitants liméniens furent épargnés mais plusieurs maisons, dont celle de Palma, furent incendiées et saccagées par les troupes d'occupation chiliennes.
L'après-guerre s'avéra très difficile pour Palma, qui avait perdu sa bibliothèque personnelle, le manuscrit de son roman Los Marañones et ses mémoires sur le gouvernement de Balta. Déçu, il faillit accepter l'offre d'un directeur argentin de s'installer à Buenos Aires, mais le président Miguel Iglesias parvient à le persuader et lui propose de prendre la direction de la Bibliothèque nationale du Pérou. Dès lors, Palma entreprend la reconstruction de la bibliothèque nationale, détruite et mise à sac par les Chiliens, et la reconstitution des livres disparus. Malgré un budget insuffisant, Palma n'hésita pas à demander des livres, grâce à son prestige littéraire, aux plus grandes personnalités des quatre coins du monde. C'est pour cette raison qu'il reçoit le surnom de Bibliothécaire mendiant.
En 1884, Palma inaugure la nouvelle Bibliothèque nationale du Pérou et participe en tant que représentant péruvien au 9e Congrès international d'Américanisants en Espagne à l'occasion du Quatrième Centenaire de la Découverte de l'Amérique. En 1912, il quitte son poste de bibliothécaire à la suite de quelques dissensions avec le gouvernement en cours, qui avait décidé de nommer Manuel González Prada à sa place; celui étant son plus grand adversaire.
Gonzales Prada critiqua durement la gestion de son prédécesseur dans un Rapport sur la Bibliothèque nationale (1912), ce qui suscita une réponse immédiate de Palma consacrée dans un pamphlet intitulé Notes pour l'histoire de la Bibliothèque de Lima.
Au cours de sa vie, Palma publia plusieurs chroniques, des travaux de recherche tels que les Anales de la Inquisición de Lima, ou même des études lexicographiques portant sur l'état de la langue espagnole au Pérou.
C'est grâce au succès de Tradiciones peruanas et à son travail intellectuel acharné que Palma devient une personnalité célèbre aussi bien au Pérou que dans le monde d'expression espagnole. Il fut membre de l'Académie royale espagnole, de l'Académie royale d'histoire, de l'Académie péruvienne de la langue et il fut aussi membre honorifique de la Société hispanique de New York.

## Ouvrages

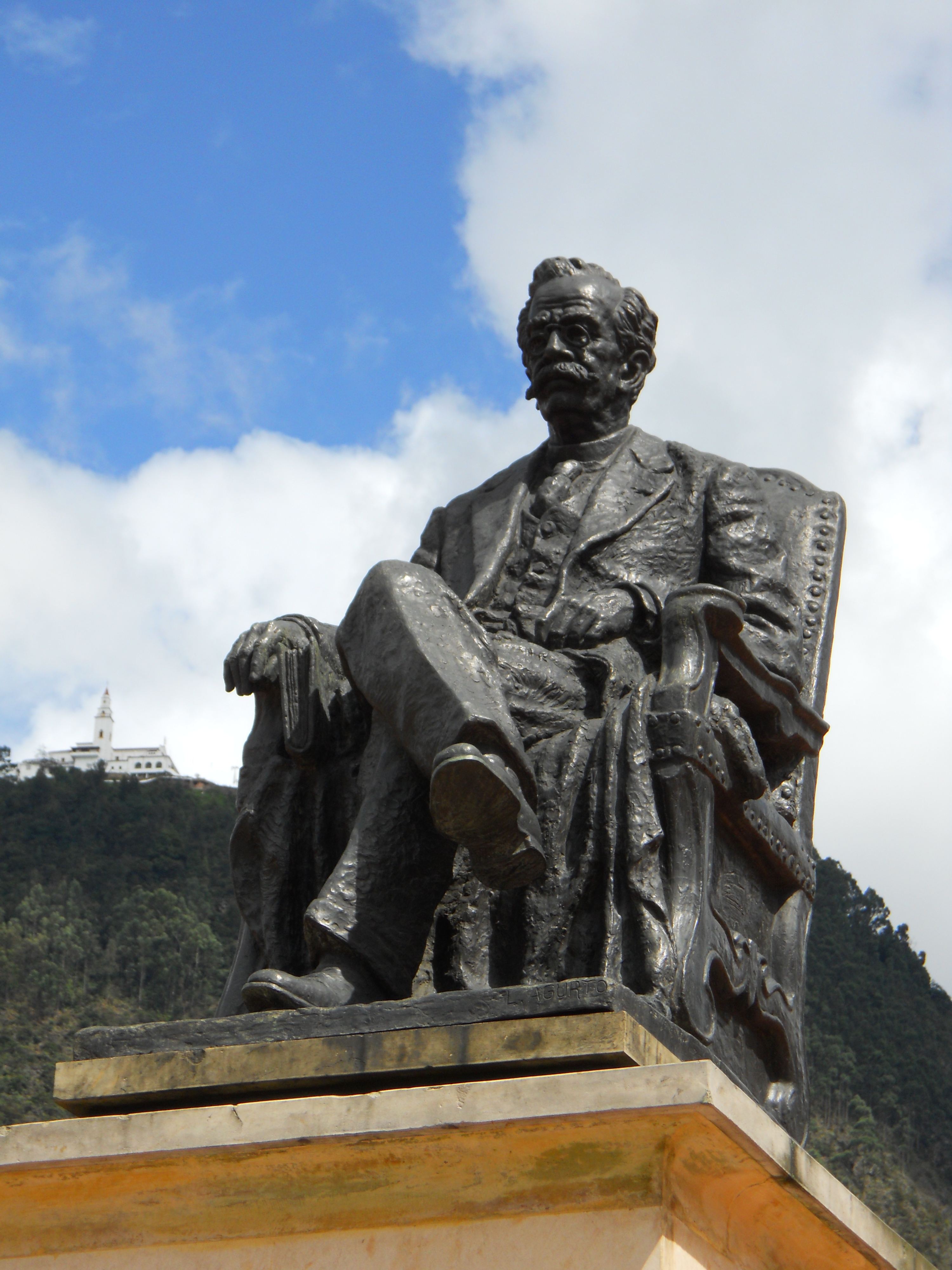
Sculpture à Bogota.

- Anales de la Inquisición en Lima - Annales de l'Inquisition à Lima (1863)
- Tradiciones Peruanas (es) - Traditions péruviennes (1872)
- Armonía - Harmonie (1877)
- Neologismos y americanismos - Néologismes et américanismes (1896)
- Cachivaches - Bric-à-brac (1900)
- Epistolario - Épistolaire (1949)
- Cartas Inéditas - Lettres inédites (1964)